# Шалфей сухостепной
Шалфей сухостепной, Шалфей остепнённый (лат. Salvia tesquicola) — вид растений из рода Шалфей семейства Яснотковые.
Вегетативные части растения во время цветения содержат 0,01—0,04 % эфирного масла, обладающего приятным запахом.

## Описание
Многолетнее травянистое растение, высотой 30—60 см.
Стебель от основания опушен длинными простыми и железистыми волосками, четырёхгранный.
Листья морщинистые, продолговато-ланцетные, зубчатые по краям. Листорасположение супротивное.
Соцветие колосовидное с 4—6-цветковыми мутовками. Прицветные листья фиолетовые или красноватые, отчего соцветие ярко окрашено ещё до распускания цветков.
Чашечка густо опушенная, 5—6 мм длиной, сростнолистная, пятичленная. Венчик сине-фиолетовый, редко беловатый, длиной 10—12 мм с серповидно изогнутой верхней губой и трехлопастной нижней. Андроцей из 2 тычинок. Гинецей из 2 сросшихся плодолистиков. Завязь верхняя, четырёхгнездная (2 перегородки ложные), с одним семязачатком в каждом гнезде. Столбик довольно длинный, заканчивается двухлопастным рыльцем.
Плод — ценобий, дробный, распадающийся на 4 орешка (эрема). Цветёт в мае-июле. Размножается семенами.

## Географическое распространение
Растение встречается на юго-востоке Европы, в Калмыкии, на юге Западной Сибири, в Северном Казахстане.